# Juha Peltola
Juha Peltola, född den 12 januari 1975,  är en finländsk orienterare som blev världsmästare i stafett 2001. Han har dessutom vunnit tre VM-silver.